# 普雷里克里克鎮區 (內布拉斯加州霍爾縣)
普雷里克里克鎮區（英語：Prairie Creek Township）是位於美國內布拉斯加州霍爾縣的一個行政鎮區。

## 地方資料
普雷里克里克鎮區的面積為91.77平方千米，皆為陸地。根據2020年美國人口普查的數據，當地共有人口267人，而人口密度為每平方千米2.91人。